# 帕夏技术
帕维尔·尼古拉耶维奇·伊夫列夫（俄語：Па́вел Никола́евич И́влев，1984年7月1日—2025年4月5日），以艺名Pasha Technique （羅馬化：Pasha Tekhnik），是一位俄罗斯嘻哈艺人及音樂製作人。
伊夫列夫是Kunteynir组织的创始人之一，以其挑衅性的工作和行为而闻名。 他的作品主要主题是吸毒、民族主義和黑色喜剧。他被称为俄罗斯地下嘻哈界最重要的说唱歌手之一。  2010年，Pitchfork发表了一篇关于莫斯科电子音乐场景的文章，称 Kunteynir 是“地下传奇”，专辑《Five Years》堪称杰作。The Flow和Rap.ru的前编辑尼古拉·雷德金将21世纪初的 Technique 描述为“一位耳目一新、博学多识的音乐爱好者，他热爱新音乐，并且精通非主流嘻哈音乐。”
从2010年代末开始，他在媒体上人气飙升，并出现在众多网络节目中，这些节目中的台词成为了模因。
Pasha Technique第一次被判处1年监禁，第二次被判处5个月监禁，第三次被判处8个月监禁。
他于2025年4月5日因心脏病和肺癌去世。